# Survivor (Parg-Lied)
Survivor (deutsch Überlebender) ist ein englischsprachiges Lied, das von einem Team um Thomas G:son geschrieben wurde. Der Sänger PARG vertrat mit dem Lied Armenien beim Eurovision Song Contest 2025 in Basel.

## Hintergründe
Anfang Februar wurde Parg als Teilnehmer von Depi Jewratessil 2025 vorgestellt, der armenischen Vorentscheidung zum Eurovision Song Contest. Die von ARMTV durchgeführte Show fand am 16. Februar 2025 statt. Obwohl er bei der internationalen und bei der armenischen Jury nur Zweitplatzierter wurde, konnte er die Telefonabstimmung für sich entscheiden und mit 214 Punkten zum Sieger erklärt.
Survivor wurde von einem größeren Team um Thomas G:son geschrieben und produziert, wobei auch der Sänger selbst beteiligt war.

## Inhaltliches
Der Text des Titels wurde auf Englisch verfasst. In der Liveversion sind wenige Worte Armenisch eingebaut. Diese Änderung wurde von Parg erst Mitte April bekanntgegeben und ist nicht in der Studioversion enthalten. Parg erklärte den Inhalt des Titels in Bezug auf seine Biografie beim Eurovision Song Contest: er handele davon, nach vorne zu gehen und seine Ziele zu glauben. Man solle nicht auf denjenigen hören, der einen zum Stoppen bringen wolle. Ähnlich äußerte er sich im Zusammenhang, dass er aufgrund seines Interesses für das Singen und das Tanzen als Kind Opfer von Mobbing gewesen sei.

## Veröffentlichung
Obwohl die Depi-Jewratessil-Titel schon im Februar vorgestellt wurden, erfolgte die kommerzielle Veröffentlichung von Survivor am 21. März 2025. Hierbei handelt es sich auch um die überarbeitete Version. Die ursprüngliche Version für die Vorentscheidung erschien nicht auf Tonträger. Neben der Veröffentlichung im März erschien zugleich ein Video mit Liedtext. Eine Version mit Orchester erschien am 5. Mai als Musikvideo. Das Arrangement stammt hierbei von Lilit Nawasardjan, die mit Levon Nawasardjan diese Version masterte und abmischte.

## Beim Eurovision Song Contest
Mit dem Titel nahm Armenien am Eurovision Song Contest teil. Das Land trat hierbei mit Startnummer 5 im zweiten Halbfinale am 15. Mai 2025 an. Von diesem konnte es sich erfolgreich für das Finale qualifizieren. Die Choreografie wurde von Eirini Damianidou entworfen. Von Startnummer 18 aus erreichte Armenien 72 Punkte, was in einem 20. Platz resultierte.